# 里哪苷
里哪苷（英語：linarin）是一种有机化合物，化学式C28H32O14，是刺槐素与芸香二糖形成的的糖苷，可见于白背枫、密蒙花、弯花醉鱼木等物种。